# لورنزو ونتورینو
لورنزو ونتورینو (انگلیسی: Lorenzo Venturino؛ زادهٔ ۲۲ ژوئن ۲۰۰۶) بازیکن فوتبال اهل ایتالیا است که در حال حاضر برای جنوآ در پست هافبک بازی می‌کند.
وی همچنین در تیم ملی فوتبال زیر ۱۹ سال ایتالیا بازی کرده است.

## دوران باشگاهی
لورنزو ونتورینو که محصول آکادمی جوانان آرنتسانو بود، در سن ۷ سالگی به آکادمی جوانان جنوا پیوست و رشد فوتبالی‌اش را در آنجا به پایان رساند. او نخستین بازی حرفه‌ای و بزرگسال خود را برای جنوا به عنوان بازیکن تعویضی در شکست ۳–۱ مقابل رم در سری آ در تاریخ ۱۷ ژانویه ۲۰۲۵ انجام داد.
در تاریخ ۵ مارس ۲۰۲۵، او نخستین قرارداد حرفه‌ای‌اش را با جنوا تا سال ۲۰۲۹ امضا کرد. دو ماه بعد، در تاریخ ۲۴ مه، او نخستین گل‌هایش در سری آ را با زدن دو گل در پیروزی ۳–۱ خارج از خانه مقابل بولونیا در آخرین بازی فصل ۲۵–۲۰۲۴ به ثمر رساند.

## دوران ملی
در اوت ۲۰۲۴، ونتورینو برای مجموعه‌ای از بازی‌های دوستانه به تیم زیر ۱۹ سال ایتالیا دعوت شد.